# Oskar von Wedel
Oskar Georg Ludwig Ernst Graf von Wedel (* 29. Oktober 1835 in Osnabrück; † 15. Januar 1908 in Weimar), studierter Jurist, ab 1860 Kabinettssekretär, später Kammerherr, Hausmarschall und Oberhofmarschall beim Großherzog von Sachsen-Weimar.

## Herkunft
Sein Vater war Graf Carl von Wedel (1790–1853), ein Verwaltungsjurist, seit 1826 Direktor der Justizkanzlei zu Osnabrück, 1837–1846 Osnabrücker Landdrost, 1847 Kultusminister in Hannover. Seine Mutter war Freiin Wilhelmine von dem Bussche-Hünnefeld (1805–1892), Staatsdame der Königin von Hannover, Tochter von Clamor Graf von dem Bussche-Hünnefeld (1767–1822), Kurhannoverscher Kammherr, Königlich Westfälischer Gesandter in St. Petersburg, Königlich Westfälischer Grafenstand ⚭ 3. Juni 1803 mit Mauritia von Dalwigk (1775–1805).

## Leben
Wedel wuchs zunächst in Osnabrück auf, wo sein Vater Landdrost war und ging 1847 mit der Familie nach Hannover, wo sein Vater Minister wurde. Der Halbbruder Erhard und die Brüder Alfred und Ernst besuchten die Ritterakademie Lüneburg. Möglicherweise hat Oskar das auch gemacht, aber im Gegensatz zu seinen Brüdern schlägt er keine militärische Laufbahn ein. Er studiert zunächst in Göttingen und dann ab dem Sommersemester 1856 in Heidelberg Jura. Zuletzt war er im Wintersemester 1959/60 als Student der Rechte an der Universität Halle-Wittenberg eingeschrieben.

1860 mit 25 Jahren tritt Wedel als Kammerjunker in den Dienst des Großherzogs Carl Friedrich von Sachsen-Weimar und bleibt sein Leben lang am Weimarer Hof. Wenig später wird er Kabinettssekretär des Großherzog und steigt in den folgenden Jahrzehnten ganz an die Spitzes des Hofstaates in dem Duodezfürstentum auf, über Kammerherr, Schlosshauptmann, Hausmarschall bis zum Amt des Oberhofmarschalls. 1876 heiratete Wedel die Tochter des Oberhofmarschalls Friedrich Graf von Beust, dem er nach dessen Tod 1889 im Amt folgte. Trotz dieser sicher karrierefördernden Heirat wäre Wedels Aufstieg ohne eine enge Beziehung und die Wertschätzung des Großherzogs nicht möglich gewesen. Zwischen 1895 und 1900 erhielt Wedel das Prädikat „Exzellenz“ verliehen.

## Familie
Oskar von Wedel heiratete am 27. März 1876 in Weimar Maria Caroline Cäcilie geb. Gräfin von Beust (Pseudonym: Marie Witilo) (1855–1913), Schriftstellerin, Tochter von Friedrich Graf von Beust (1813–1889), damaliger Oberhofmarschall des Großherzogs von Sachsen-Weimar und der Cäcilie von Gersdorff (1821–1872), einer Tochter des Staatsministers Ernst Christian August von Gersdorff.

Kinder:
- Erhard (1879–1955), Jurist, Diplomat im auswärtigen Dienst sei 1909.
- Pauline (1881–1964) ⚭ 7. September 1911 mit Clemens Wilhelm Paul Karl Graf von Wedel-Jarlsberg (1866–1945), Sohn von Clemens August Karl (1829–1907), oldenburgischer Oberstallmeister und Obermundschenk ⚭ Margarethe Pauline Constanze von Falkenstein (1842–1926).
- Eva Jenny Clara Emilie (1893–1972) ⚭ 8. April 1919 in Weimar mit Wilhelm Johann Hugo Alexander Leszczyc Fürst von Radolin (1894–1965), ein Sohn von Alfred Leszczyc Fürst von Radolin (1864–1910), (ältester Sohn von Hugo Fürst von Radolin) und der Elisabeth von Königsmark (1866–1965).

## Orden
Staatshandbuch für das Großherzogthum Sachsen-Weimar-Eisenach 1900. Weimar 1900, S. 76:
- Großherzogtum Sachsen Weimar: Großkreuz in Brillanten des Großherzoglichen Hausordens der Wachsamkeit oder vom weißen Falken, 1898 verliehen.
- Herzoglich Anhaltinischer Hausorden Albrecht des Bären 2. Klasse
- Königreich Hannover: Ernst-August-Orden 4. Klasse
- Großherzoglich Badischer Orden vom Zähringer Löwen 2. Klasse
- Großkreuz des Königlich Bayerischen Verdienstordens vom heiligen Michael
- Großkreuz des Herzoglich Braunschweigischen Ordens Heinrich des Löwen
- Japanischer Verdienstorden der aufgehenden Sonne 2. Klasse
- Großoffizier des Großherzoglich Luxemburgischen Ordens der Eichenkrone
- Großkreuz des Großherzoglich Mecklenburg-Schwerinschen Greifenordens
- Ritter des Königlichen Ordens vom Niederländischen Löwen
- Großkreuz des Königlich Niederländischen Ordens von Oranien-Nassau
- Großkreuz des Kaiserlich und Königlichen Österreichischen Ordens der Eisernen Krone
- Großkreuz des Großherzoglich Oldenburgischen Haus- und Verdienstordens des Herzogs Peter Friedrich Ludwig
- Eisernes Kreuz II. Klasse
- Großkreuz in Brillanten des Königlich Preußischen Kronenordens
- Kaiserlich Russischer St. Annenorden 2. Klasse
- Kaiserlich Russischer St.-Stanislausorden 2. Klasse
- Rechtsritter des Königlich Preußischen St. Johanniterordens
- Großkreuz des Herzoglich Sachsen-Ernestinischen Hausordens
- Großkreuz des Königlich Sächsischen Albrechtsordens
- Fürstlich Schwarzburgisches Ehrenkreuz 1. Klasse
- Komtur 1. Klasse des Königlich Schwedischer Nordsternordens
- Fürstlich Waldeckscher Verdienstorden 2. Klasse

## Schriften
- Briefe 1864–1903. Kalliope-Verbund
- Trauer-Ansage des großherzoglichen Oberhofmarschalls Oskar Graf von Wedel für das Großherzogtum Sachsen-Weimar-Eisenach anläßlich des Todes des Großherzogs Ludwig IV. von Hessen und bei Rhein, 13. März 1892. (Druck)
- Das alte Weimar. In: Weimarische Zeitung, Nr. 166/1903 vom 18. Juli 1903.